# کیویل دالی
کیویل دالی (انگلیسی: Keevil Daly; ۲۱ دسامبر ۱۹۲۳ – ۲۸ ژوئن ۲۰۱۱) وزنه‌بردار اهل کانادا بود.
وی در مسابقات کشوری و بین‌المللی در مجموع برندهٔ ۱ مدال طلا، ۱ مدال نقره شده‌است.